# Wilhelm Zuckerkandl
Wilhelm Zukerkandel (născut Zuckerkandl) (n. 1851, Zolociv – d. 1924, Zolociv) a fost un editor, librar și bibliofil galițian dedicat răspândirii culturii poloneze.

## Biografie
Era fiul lui Oscar (Ozjasz) Zukerkandl. A absolvit cel mai probabil Gimnaziul din Brodî, după care a lucrat și condus timp de 20 de ani compania editorială a tatălui său din Zolociv. 
În 1904 a fondat propria librărie la Liov. El a continuat activitatea editorială a tatălui său, publicând seria „Biblioteczka dla Dzieci i Młodzieży ku Rozrywce i Nauce” („Biblioteca științifică și beletristică pentru copii și tineret”). cu 50 de titluri, și, mai ales, o serie care a contribuit la dezvoltarea culturii literare poloneze în Galiția: „Biblioteka Powszechna” („Biblioteca Universală”), cu 1.100 de titluri. Aceste cărți ieftine, destinate tuturor cititorilor, au fost foarte populare, iar editura Zukerkandl a fost considerată una dintre cele mai populare edituri din Galiția. Editura a fost distinsă pentru această colecție cu o medalie de argint la Expoziția Națională de la Liov (1894).
O contribuție importantă în activitatea editorială a fost publicarea, în colaborare cu guvernul regional din Liov, a legislației naționale și regionale (austriece și galițiene), care a fost reluată după Primul Război Mondial sub denumirea „Zukerkandla Wydawnictwo Polskich Ustaw Państwowych”.
Wilhelm Zukerkandl a editat aproximativ 2000 de cărți diferite, inclusiv:
- Heinrich Heine, O Polsce (titlul original în germană Über Polen), traducere de Stanisław Rossowski, Liov, Złoczów 1913, colecție de articole din 1822
- Anton Cehov, Mewa : dramat w 4 aktach, traducere de Gustaw Baumfeld, Liov; 1905, 1911, 1924
- Cântecul Nibelungilor (Niedola Nibelungów), traducere și prefață de Ludomił German, Złoczów, 1894
- Guy de Maupassant, Horla, traducere de Zygmunt Niedźwiecki, Liov, 1923
- Władysław Kryczyński, Zamek w Podhorcach, Złoczów, 1894
- Stanisław Rossowski, Obrazki familijne, Liov, 1903.